# Skórcz (gmina wiejska)
Skórcz – gmina wiejska w województwie pomorskim, w powiecie starogardzkim. W latach 1975–1998 gmina położona była w województwie gdańskim.
Gmina powstała 1 stycznia 1992 r. przez podział gminy miejsko-wiejskiej na mocy Rozporządzenia Rady Ministrów z dnia 26 września 1991 r.
W skład gminy wchodzi 11 sołectw: Barłożno, Czarnylas, Mirotki, Miryce, Pączewo, Ryzowie, Kranek, Wielbrandowo, Wielki Bukowiec, Wolental, Wybudowanie Wielbrandowskie.
Siedziba gminy to Skórcz.
Według danych z 30 czerwca 2004 r. gminę zamieszkiwało 4536 osób.

## Struktura powierzchni
Według danych z 2002 r. gmina Skórcz ma obszar 96,63 km², w tym:
- użytki rolne: 76%
- użytki leśne: 16%

Gmina stanowi 7,18% powierzchni powiatu.

## Demografia
Dane z 30 czerwca 2004 r.:
| Opis                              | Ogółem | Ogółem | Kobiety | Kobiety | Mężczyźni | Mężczyźni |
| --------------------------------- | ------ | ------ | ------- | ------- | --------- | --------- |
| jednostka                         | osób   | %      | osób    | %       | osób      | %         |
| populacja                         | 4536   | 100    | 2244    | 49,5    | 2292      | 50,5      |
| gęstość zaludnienia (mieszk./km²) | 46,9   | 46,9   | 23,2    | 23,2    | 23,7      | 23,7      |

- Piramida wieku mieszkańców gminy Skórcz w 2014 r.[1]:

## Sąsiednie gminy
Bobowo, Lubichowo, Morzeszczyn, Osiek, Skórcz, Smętowo Graniczne